# Liste der Bodendenkmäler in Etzelwang
Auf dieser Seite sind die Bodendenkmäler in der Oberpfälzer Gemeinde Etzelwang zusammengestellt. Diese Tabelle ist eine Teilliste der Liste der Bodendenkmäler in Bayern. Grundlage ist die Bayerische Denkmalliste, die auf Basis des Bayerischen Denkmalschutzgesetzes vom 1. Oktober 1973 erstmals erstellt wurde und seither durch das Bayerische Landesamt für Denkmalpflege geführt wird. Die folgenden Angaben ersetzen nicht die rechtsverbindliche Auskunft der Denkmalschutzbehörde.

## Bodendenkmäler in Etzelwang
| Lage                 | Objekt | Akten-Nr.     | Bild            |
| -------------------- | --- | ------------- | --------------- |
| Etzelwang (Standort) | Vorgeschichtliches Grabhügelfeld mit mindestens 21 Hügeln, daraus Funde der Hallstattzeit und wohl der Bronzezeit. | D-3-6435-0043 |                 |
| Etzelwang (Standort) | Mittelalterlicher Burgstall. (Burgstall Werdenstein) | D-3-6435-0044 | weitere Bilder  |
| Etzelwang (Standort) | Mittelalterlicher Burgstall Trutziger Kaiser. | D-3-6435-0046 |                 |
| Etzelwang (Standort) | Schachthöhle Klingloch (A 16) mit vorgeschichtlichen Funden und menschlichen Skelettresten. | D-3-6435-0047 |                 |
| Etzelwang (Standort) | Archäologische Befunde des Mittelalters und der frühen Neuzeit im Bereich des ehem. Schlosses von Kirchenreinbach, zuvor mittelalterliche Burg.                                                                         | D-3-6435-0049 | weitere Bilder  |
| Etzelwang (Standort) | Höhle Fuchsloch (A 88) mit menschlichen Skelettfunden sowie Funden der Urnenfelderzeit und Spätlatènezeit. | D-3-6435-0050 | weitere Bilder  |
| Etzelwang (Standort) | Vorgeschichtliche Grabhügel, daraus Funde der Hallstattzeit. | D-3-6435-0051 |                 |
| Etzelwang (Standort) | Höhle Vogelloch oder Theodorshöhle (A 85) mit vorgeschichtlichen und mittelalterlichen Funden. | D-3-6435-0053 | (D-3-6435-0053) |
| Etzelwang (Standort) | Höhle Südliches Helmloch (A 154) mit Funden der Schnurkeramik, der frühen Bronzezeit, der Urnenfelderzeit sowie des Mittelalters.                                                                                       | D-3-6435-0054 | weitere Bilder  |
| Etzelwang (Standort) | Siedlung der Urnenfelderzeit. | D-3-6435-0056 |                 |
| Etzelwang (Standort) | Siedlung der Urnenfelderzeit. | D-3-6435-0057 |                 |
| Etzelwang (Standort) | Spaltenhöhle Bodenberghöhle (A 90) mit vorgeschichtlichen Funden. | D-3-6435-0058 | weitere Bilder  |
| Etzelwang (Standort) | Spaltenhöhle Starenfelshöhle (A 18) mit Funden der Jungsteinzeit, der Bronzezeit, der Urnenfelderzeit und der Späthallstatt-/Frühlatènezeit.                                                                            | D-3-6435-0059 | weitere Bilder  |
| Etzelwang (Standort) | Felsspalte mit Funden der Bronzezeit. | D-3-6435-0060 |                 |
| Etzelwang (Standort) | Höhle im Abgebrannten Berg (A 156) mit vorgeschichtlichen Funden. | D-3-6435-0061 |                 |
| Etzelwang (Standort) | Schachthöhle Pumperloch (A 17) mit hallstattzeitlichen Funden und menschlichen Skelettresten. | D-3-6435-0062 | weitere Bilder  |
| Etzelwang (Standort) | Östliche Dürrnberghöhle (A 161 a/b), daraus menschliche Skelettreste und vorgeschichtliche, z. T. hallstattzeitliche Funde.                                                                                             | D-3-6435-0063 |                 |
| Etzelwang (Standort) | Vorgeschichtlicher Opferplatz am Felsturm Neutrasfelsen mit Funden der Jungsteinzeit, der Urnenfelderzeit und der Späthallstatt-/Frühlatènezeit.                                                                        | D-3-6435-0064 | weitere Bilder  |
| Etzelwang (Standort) | Archäologische Befunde des Mittelalters und der frühen Neuzeit im Bereich der Schloss- und Burgruine Hauseck. | D-3-6435-0124 | weitere Bilder  |
| Etzelwang (Standort) | Siedlung der Urnenfelderzeit. | D-3-6435-0147 |                 |
| Etzelwang (Standort) | Archäologische Befunde des Mittelalters und der frühen Neuzeit im Bereich des Schlosses und der Burgruine Neidstein. | D-3-6435-0148 | weitere Bilder  |
| Etzelwang (Standort) | Archäologische Befunde und Funde im Bereich der mittelalterlichen Burgruine Rupprechtstein. | D-3-6435-0149 | weitere Bilder  |
| Etzelwang (Standort) | Steinzeitliche Siedlung. | D-3-6435-0150 |                 |
| Etzelwang (Standort) | Ein vorgeschichtlicher Grabhügel. | D-3-6435-0151 |                 |
| Etzelwang (Standort) | Archäologische Befunde und Funde des Mittelalters und der frühen Neuzeit im Bereich der evangelisch-lutherischen Kirche St. Ulrich in Kirchenreinbach, darunter die Spuren von Vorgängerbauten bzw. älteren Bauphasen.  | D-3-6435-0176 | weitere Bilder  |
| Etzelwang (Standort) | Archäologische Befunde und Funde des Mittelalters und der frühen Neuzeit im Bereich der evangelisch-lutherischen Pfarrkirche St. Nikolaus in Etzelwang, darunter die Spuren von Vorgängerbauten bzw. älteren Bauphasen. | D-3-6435-0203 | weitere Bilder  |
| Etzelwang (Standort) | Vorgeschichtlicher Bestattungsplatz mit mindestens einem Grabhügel. | D-3-6435-0204 |                 |
| Etzelwang (Standort) | Bestattungsplatz der Hallstattzeit. | D-3-6435-0205 |                 |
| Etzelwang (Standort) | Vorgeschichtliche Siedlung. | D-3-6435-0208 |                 |